# Тушилович
45°23′ пн. ш. 15°37′ сх. д. / 45.39° пн. ш. 15.61° сх. д.
Тушилович (хорв. Tušilović) — населений пункт у Хорватії, в Карловацькій жупанії у складі міста Карловаць.

## Населення
Населення за даними перепису 2011 року становило 631 осіб.
Динаміка чисельності населення поселення: